# Їнде
Їнде (кит. спр. 英德市, піньїнь: Yīngdé Shì) — місто-повіт в південнокитайській провінції Гуандун, складова міста Цін'юань.

## Географія
Їнде розташовується на висоті близько 40 метрів над рівнем моря, лежить на річці Бейцзян.

### Клімат
Місто знаходиться у зоні, котра характеризується вологим субтропічним кліматом. Найтепліший місяць — липень із середньою температурою 29 °C. Найхолодніший місяць — січень, із середньою температурою 11,6 °С.
| Клімат Їнде             | Клімат Їнде | Клімат Їнде | Клімат Їнде | Клімат Їнде | Клімат Їнде | Клімат Їнде | Клімат Їнде | Клімат Їнде | Клімат Їнде | Клімат Їнде | Клімат Їнде | Клімат Їнде | Клімат Їнде |
| Показник                | Січ.        | Лют.        | Бер.        | Квіт.       | Трав.       | Черв.       | Лип.        | Серп.       | Вер.        | Жовт.       | Лист.       | Груд.       | Рік         |
| Середній максимум, °C   | 16,1        | 17,2        | 19,8        | 24,9        | 29,3        | 31,7        | 33,8        | 33,9        | 31,8        | 28,5        | 23,5        | 18,7        | 25,8        |
| Середня температура, °C | 11,6        | 13,3        | 16,1        | 21,2        | 25,1        | 27,5        | 29          | 28,9        | 27          | 23,5        | 18,3        | 13,3        | 21,2        |
| Середній мінімум, °C    | 8,5         | 10,6        | 13,5        | 18,5        | 22,2        | 24,7        | 25,8        | 25,6        | 23,7        | 19,9        | 14,5        | 9,6         | 18,1        |
| Норма опадів, мм        | 58.1        | 102.3       | 152.6       | 244.3       | 307.1       | 339.4       | 190.1       | 170.4       | 110         | 43.6        | 44.8        | 36.5        | 1799.2      |
| Вологість повітря, %    | 72          | 77          | 81          | 82          | 80          | 81          | 78          | 78          | 75          | 70          | 69          | 68          | 75.9        |
| ----------------------- | ----------- | ----------- | ----------- | ----------- | ----------- | ----------- | ----------- | ----------- | ----------- | ----------- | ----------- | ----------- | ----------- |
| Джерело: data.cma.cn    |             |             |             |             |             |             |             |             |             |             |             |             |             |